# Crossorhombus valderostratus
Crossorhombus valderostratus és un peix teleosti de la família dels bòtids i de l'ordre dels pleuronectiformes.

## Morfologia
Pot arribar als 14 cm de llargària total.

## Distribució geogràfica
Es troba des de les costes de Durban (Sud-àfrica) fins a les de Sri Lanka i l'Índia. També a les Filipines.